# Gyong Kangri
Der Gyong Kangri ist ein 6727 m hoher vergletscherter Berg im Hauptkamm der Saltoro-Berge, einem Teilgebirge des Karakorumgebirges.

## Lage
Der Gyong Kangri liegt in der umstrittenen Grenzregion zwischen dem pakistanischen Territorium Gilgit-Baltistan (die früheren Nordgebiete) und der indischen Kaschmirregion im Südwesten des Siachengletschers. Die sogenannte „Line of Control“ verläuft über den Gipfel.
Seine Westflanke wird über den Gyong-Gletscher entwässert, während die Ostflanke im Einzugsgebiet der Nubra liegt.
Auf der gegenüberliegenden Seite des Gyong-Gletschers erhebt sich in westsüdwestlicher Richtung in einer Entfernung von 11 km der 6620 m hohe Gharkun.
Der Passübergang Gyong La befindet sich 4,3 km nördlich des Gyong Kangri.
Der ebenfalls auf dem Hauptkamm gelegene Chumik (6754 m) liegt 11 km nordwestlich des Gyong Kangri. In südlicher Richtung bildet der
14 km südsüdöstlich gelegene 6828 m hohe La Yongma Ri (D52) die nächste höhere Erhebung.